# دورکووو
دورکووو (به بلغاری: Dorkovo) یک منطقهٔ مسکونی در بلغارستان است که در استان پازارجیک واقع شده است. دورکووو ۷۹٫۴۵۹ کیلومتر مربع مساحت و ۲٬۹۵۵ نفر جمعیت دارد و ۸۲۲ متر بالاتر از سطح دریا واقع شده است.